# فرودگاه بین‌المللی شرمتیوو
فرودگاه بین‌المللی شرمتیوو (روسی: Международный Аэропорт Шеремéтьево؛ IPA: [ʂɨrʲɪˈmʲetʲjɪvə])(یاتا: SVO، ایکائو: UUEE) یک فرودگاه بین‌المللی است که در خیمکی، روسیه و در فاصلهٔ ۲۹ کیلومتر (۱۸ مایل) شمالغربی مرکز مسکو قرار دارد. این فرودگاه، قطب شرکت هواپیمایی آئروفلوت محسوب می‌شود و به‌همراه فرودگاه بین‌المللی دوموده‌دوو و فرودگاه بین‌المللی ونوکووا جزو سه فرودگاه بزرگ روسیه است. در سال ۲۰۱۵ میلادی، از طریق فرودگاه شرمتیوو ۳۱٬۶۱۲٬۰۰۰ نفر مسافر در قالب ۲۶۵٬۰۴۰ پرواز جابه‌جا شدند که باعث شده تا این فرودگاه از سال ۲۰۱۵ میلادی پررفت‌وآمدترین فرودگاه در روسیه باشد و بر جای فرودگاه بین‌المللی دوموده‌دوو بنشیند. در سال ۲۰۱۹، به دستور دولت روسیه، این فرودگاه به یاد الکساندر پوشکین هنرمند و شاعر اهل روسیه به فرودگاه بین‌المللی الکساندر پوشکین تغییر نام داد.

## تاریخچه

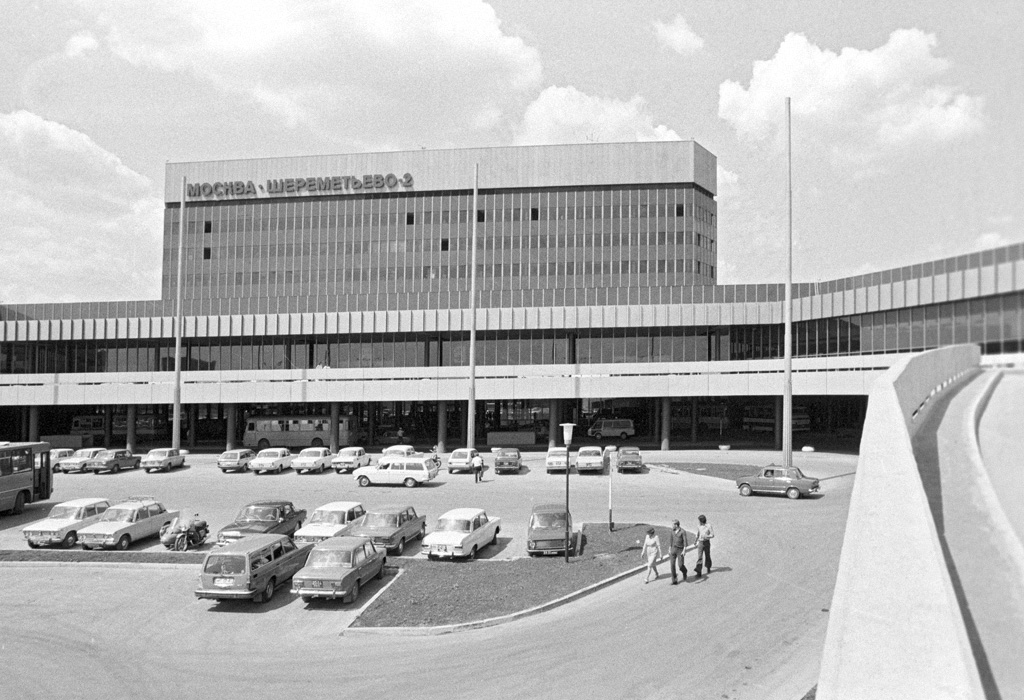
پایانهٔ F فرودگاه شرمتیوو برای بازی‌های المپیک تابستانی ۱۹۸۰ ساخته‌شد.

فرودگاه بین‌المللی شرمتیوو در اصل به عنوان یک پایگاه هوایی به‌نام شِرِمِتیِفسکی (به روسی: Шереметьевский) ساخته‌شد. فرمان ساخت این فرودگاه در ۱ سپتامبر ۱۹۵۳ میلادی توسط شورای وزیران اتحاد جماهیر شوروی صادر شد و تقریباً ۴ سال بعد، در۷ اکتبر ۱۹۵۷ میلادی همزمان با چهلمین سالگرد انقلاب اکتبر به بهره‌برداری رسید. پس از آنکه تصمیم گرفته‌شد این فرودگاه به فرودگاه غیرنظامی تبدیل شود، فرودگاه بین‌المللی شرمتیوو در ۱۱ اوت ۱۹۵۹ میلادی افتتاح شد و نخستین پرواز بین‌المللی در تاریخ ۱ ژوئن ۱۹۶۰ میلادی به مقصد فرودگاه بین‌المللی برلین شونفلد انجام شد.

## پایانه‌ها
فرودگاه بین‌المللی شرمتیوو دارای ۴ پایانهٔ مسافربری عملیاتی و یک پایانه برای استفاده‌های خصوصی و ویژه است. پایانه‌های این فرودگاه براساس موقعیت جغرافیایی به دو گروه تقسیم می‌شوند: پایانه‌های شمالی و پایانه‌های جنوبی. هر دو گروه توسط اتوبوس‌های داخلی و خارجی به یکدیگر متصل هستند.

### پایانه‌های شمالی

#### پایانهٔ A

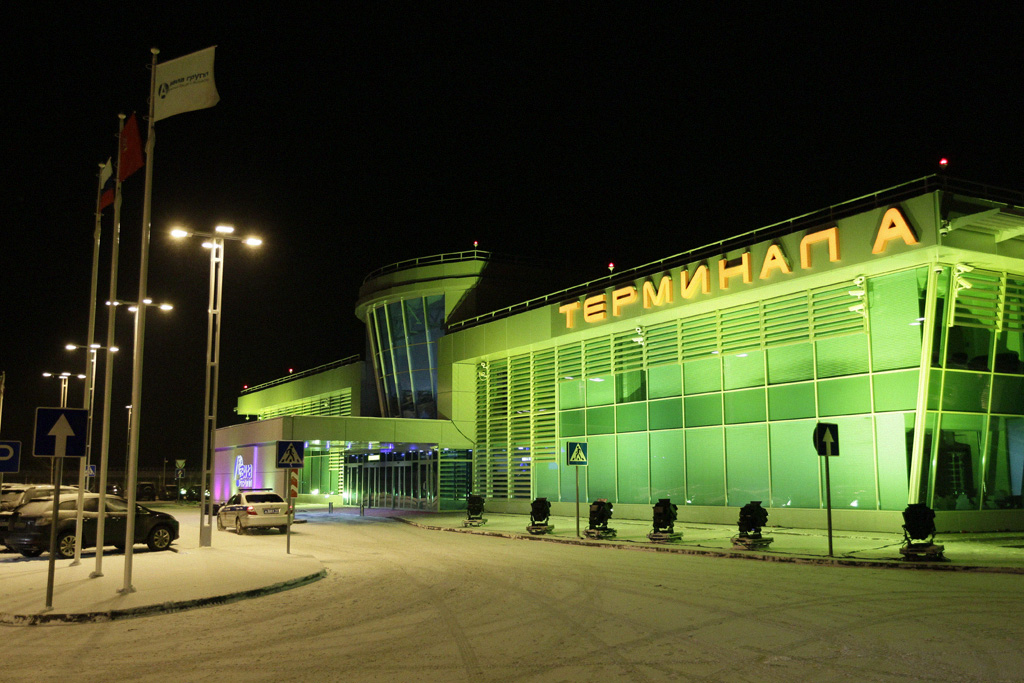
پایانهٔ A

پایانهٔ A در سال ۲۰۱۲ میلادی در شرق پایانهٔ B ساخته و افتتاح شد. از این پایانه صرفاً برای پروازهای خصوصی و ویژه استفاده می‌شود.

#### پایانهٔ B
پایانهٔ B,که پیش‌تر شرمتیوو-۱ نامیده می‌شد، اساساً برای پروازهای ارزان‌قیمت داخلی ساخته‌شده‌بود.این پایانه ۶۴ سکوی پرواز دارد که ۸ سکو برای تعمیر و نگهداری هواپیماهای آئروفلوت و ۵ سکو در «بخش شرقی» برای پروازهای باری استفاده می‌شود. این پایانه در سال ۱۹۶۴ میلادی عملیاتی شد و به دو ساختمان تقسیم می‌شود:سالن پروازهای ورودی و محوطهٔ پروازهای خروجی. این پایانه در اوت ۲۰۱۵ میلادی تخریب و بازسازی شد.

#### پایانهٔ C

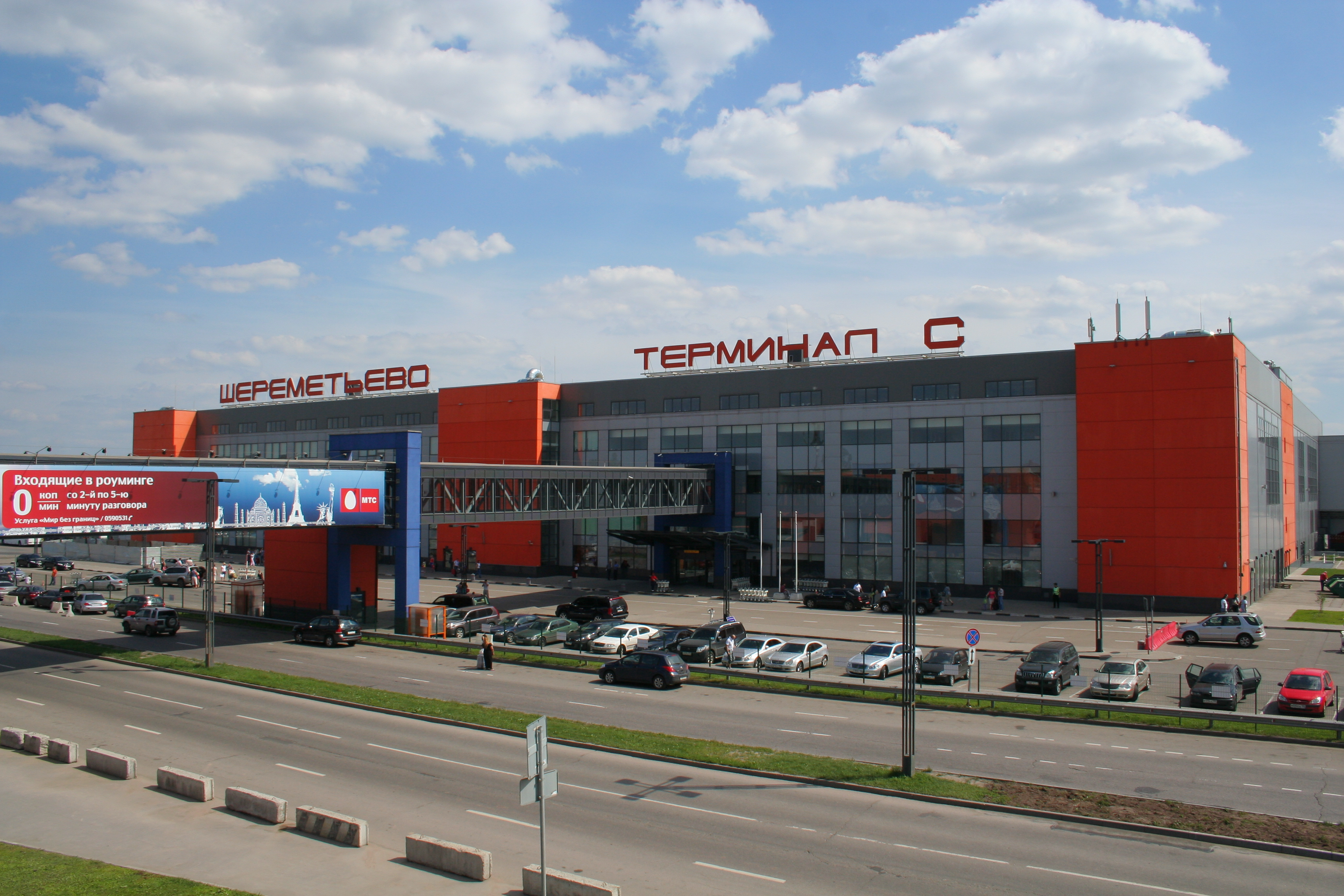
پایانهٔ C

هزینهٔ ساخت‌وساز پایانهٔ C حدود ۸۷٫۷ میلیون دلار تخمین زده می‌شود. این پایانه که در ۴۰٬۰۰۰ متر مربع (۴۳۰٬۰۰۰ فوت مربع) فضای کف واقع شده، گنجایش پذیرش ۵ میلیون مسافر در سال را دارد. هم‌اکنون پروازهای چارتر و پروازهای به مقصد کشورهای مستقل همسود از این پایانه انجام می‌شود.

### پایانه‌های جنوبی

#### پایانهٔ D

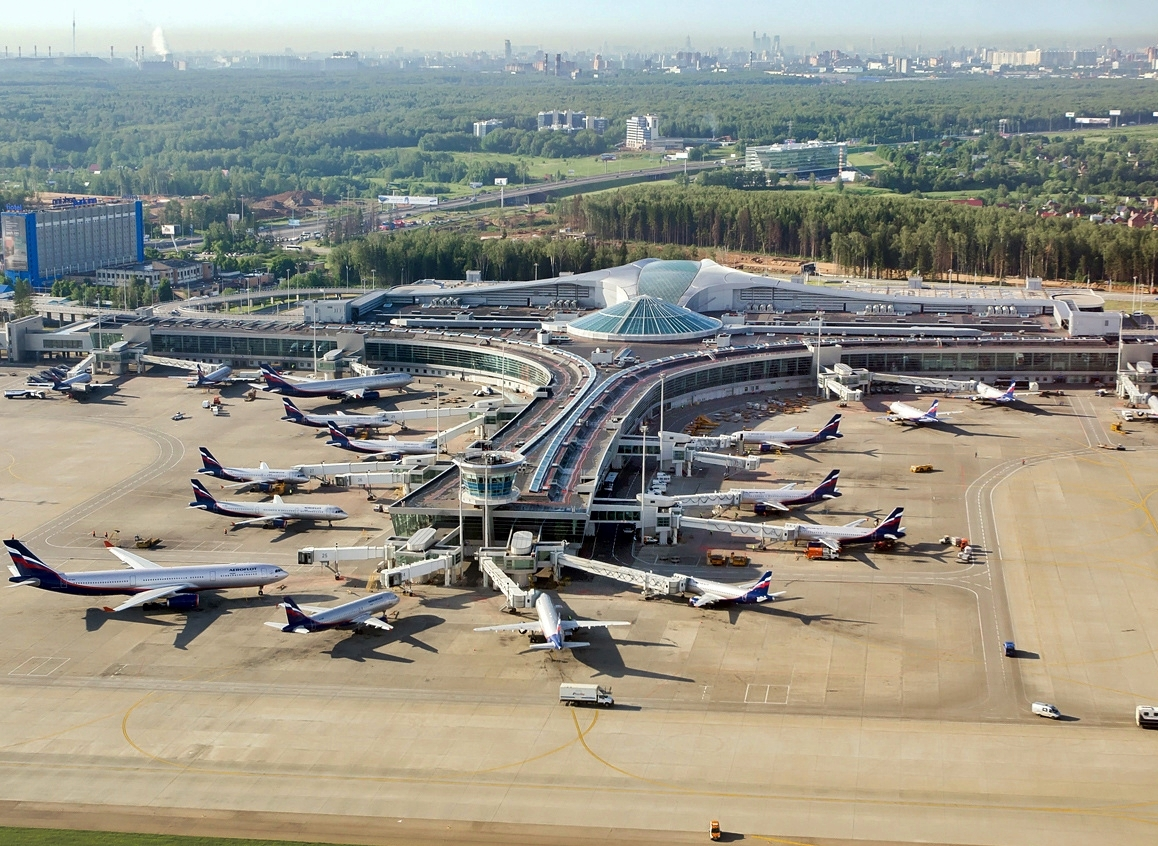
پایانهٔ D

پایانهٔ D در نوامبر۲۰۰۹میلادی افتتاح شد و در نزدیکی پایانهٔ F قرار دارد. سازهٔ این پایانه ۱۷۲٬۰۰۰ متر مربع (۱٬۸۵۰٬۰۰۰ فوت مربع) وسعت دارد و به‌عنوان قطب آئروفلوت و اسکای‌تیم عمل می‌کند که گنجایش پذیرش ۱۲ میلیون مسافر در سال را دارد.

#### پایانهٔ E
پایانهٔ E پروژه‌ای برای افزایش ظرفیت پایانه‌های D و F و محلی برای اتصال این دو پایانه بود که در سال ۲۰۱۰ میلادی افتتاح شد. ساختِ این پایانه باعث شد تا پایانه‌های D و F بهم متصل شوند و به خط قطار دسترسی داشته و همهٔ پایانه‌های جنوبی در یک ساختمان قرار گیرند.

#### پایانهٔ F

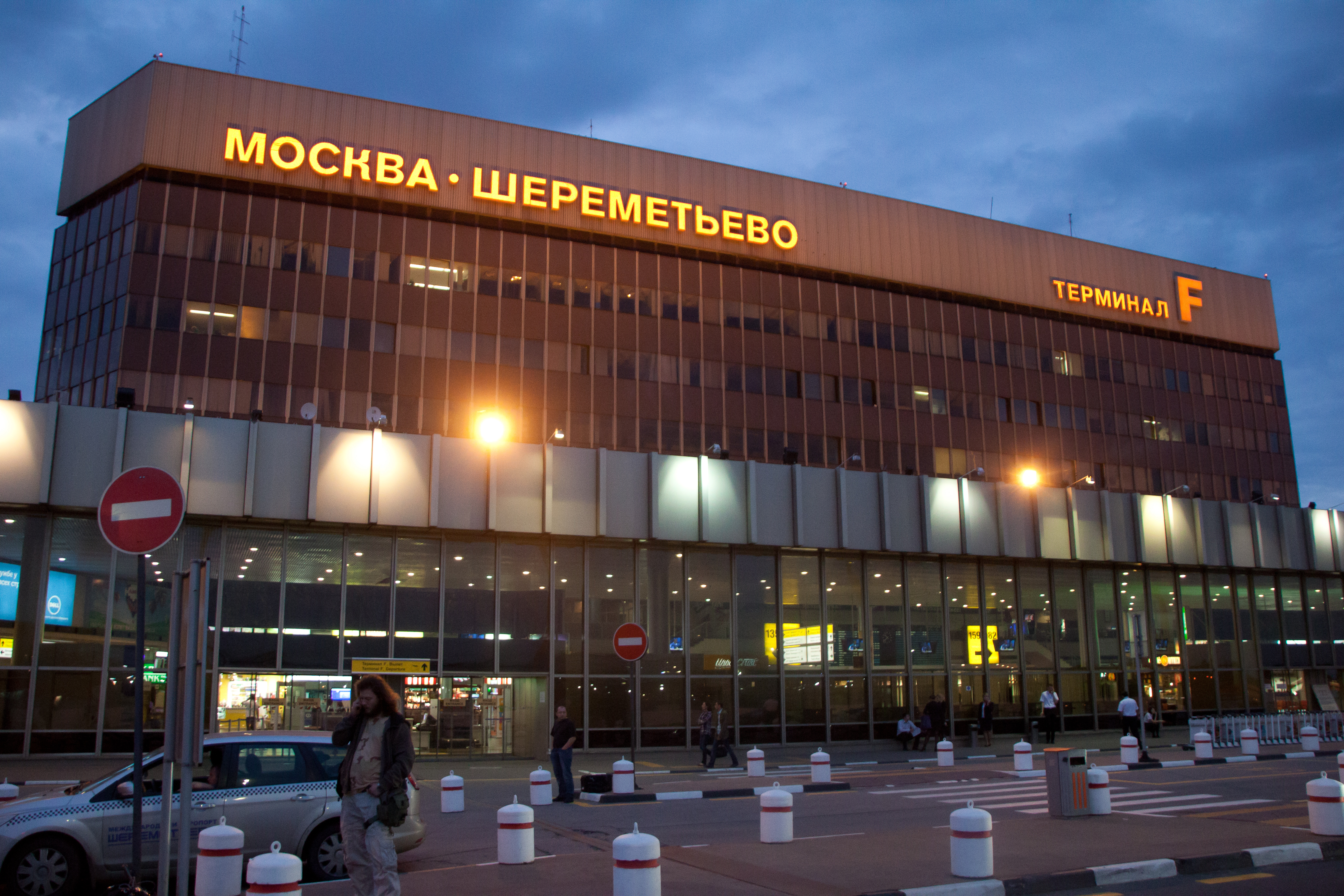
پایانهٔ F

پایانهٔ F در۶ مه ۱۹۸۰ میلادی برای بازی‌های المپیک تابستانی ۱۹۸۰ ساخته‌شد. این پایانه، پیش‌تر شرمتیوو-۲ نامیده می‌شد و ۲۱ سکوی پرواز دارد و برای سرویس‌دهی به ۶ میلیون مسافر در سال طراحی شده‌بود.

## شرکت‌های هواپیمایی و مقصدهای پروازی

### مسافری
| شرکت‌های هواپیمایی          | مقصدهای پروازی |
| -------------------------- | --- |
| آئروفلوت                   | فرودگاه آباکان، فرودگاه بین‌المللی ابوظبی، فرودگاه آدانا، فرودگاه بین‌المللی آلماتی، فرودگاه بین‌المللی اسن‌بوغا، فرودگاه آنتالیا، فرودگاه تالاگی، فرودگاه بین‌المللی نورسلطان نظربایف، فرودگاه آستراخان، فرودگاه بین‌المللی حیدر علی‌اف، فرودگاه بین‌المللی سووارنابومی، فرودگاه بارنائول، Beijing–Daxing, فرودگاه بین‌المللی مناس، فرودگاه ایگناتیوا (آغاز از ۳۱ ژانویه ۲۰۲۴), فرودگاه بین‌المللی قاهره، فرودگاه چلیابینسک، Chengdu–Tianfu (از سرگیری مجدد از ۱ آوریل ۲۰۲۴), فرودگاه بین‌المللی باندرانیکی، فرودگاه بین‌المللی ایندیرا گاندی، فرودگاه بین‌المللی دبی، فرودگاه بین‌المللی النفیضه حمامات، فرودگاه فرغانه، فرودگاه گورنو-آلتایسک، فرودگاه گروزنی، فرودگاه بین‌المللی بایون گوآنگ‌ژو، فرودگاه بین‌المللی خوزه مارتی، فرودگاه بین‌المللی تان سون نهات (از سرگیری مجدد از ۳۱ ژانویه ۲۰۲۴), فرودگاه بین‌المللی هنگ کنگ، فرودگاه بین‌المللی غردقه، فرودگاه بین‌المللی ایرکوتسک، فرودگاه بین‌المللی ایسیق‌کول، فرودگاه استانبول، فرودگاه ایژفسک، فرودگاه خرابوروفو، فرودگاه بین‌المللی قازان، فرودگاه کمروف، فرودگاه خاباروفسک ناوی، فرودگاه خانتی-مانسییسک، فرودگاه یملیانو، فرودگاه مگس، فرودگاه ماگنیتوگورسک، فرودگاه بین‌المللی سیشل، فرودگاه اویتاش، فرودگاه بین‌المللی ابراهیم نصیر، فرودگاه بین‌المللی سر سیوساگور رامگولام، فرودگاه مینرالنیه وودی، فرودگاه بین‌المللی مینسک، فرودگاه مورمانسک، فرودگاه نالچیک، فرودگاه بگیشفو، فرودگاه نیژنوارتوفسک، فرودگاه استریگینو، فرودگاه اسپیچنکوف، فرودگاه تولمچوا، فرودگاه نووی اورنگوی، فرودگاه تسنترالنی، فرودگاه اورنبورگ تسنترالنی، فرودگاه اورسک، فرودگاه اوش، فرودگاه پنزا، فرودگاه بولشویه ساوینو، فرودگاه پتروپاولوفسک/سیبون، فرودگاه بین‌المللی پوکت، فرودگاه پولکوو، فرودگاه بین‌المللی کورومچ، فرودگاه بین‌المللی سانیا فونیکس، Saratov, فرودگاه بین‌المللی شانگهای پودنگ، فرودگاه بین‌المللی شرم‌الشیخ، فرودگاه بین‌المللی چیمکند، فرودگاه بین‌المللی سوچی، فرودگاه شپاکوفسکویه، فرودگاه بین‌المللی سورگوت، فرودگاه سیکتیوکار، فرودگاه بین‌المللی تاشکند، فرودگاه بین‌المللی امام خمینی، فرودگاه بوگاشف، فرودگاه بین‌المللی رسچینو، فرودگاه بین‌المللی اوفا، فرودگاه اولیانووسک باراتایوکا، فرودگاه گرگانج، فرودگاه بسلان، فرودگاه بین‌المللی ولادی‌وستوک، فرودگاه بین‌المللی ولگاگراد، فرودگاه یاکوتسک، فرودگاه کولتسوو، فرودگاه بین‌المللی زوارتنوتس، فرودگاه یوژنو-ساخالینسک فصلی: فرودگاه میلاس-بودروم، فرودگاه دالامان، فرودگاه دابولیم، فرودگاه خوآن گئوآلبرتو گومس |
| هواپیمایی الجزایر          | فرودگاه هواری بومدین |
| ایر قاهره                  | چارتر فصلی: فرودگاه بین‌المللی غردقه، فرودگاه بین‌المللی شرم‌الشیخ |
| ایر چاینا                  | فرودگاه بین‌المللی پکن |
| شرکت هواپیمایی آرمنیا      | فرودگاه بین‌المللی زوارتنوتس |
| ایر صربیا                  | فرودگاه بلگراد نیکولا تسلا |
| المصریه یونیورسال ایرلاینز | فصلی: فرودگاه بین‌المللی غردقه، فرودگاه بین‌المللی شرم‌الشیخ |
| هواپیمایی آریانا           | میدان هوایی بین‌المللی کابل، میدان هوایی مزار شریف |
| Armenian Airlines          | فرودگاه بین‌المللی زوارتنوتس |
| آزور ایر                   | چارتر فصلی: فرودگاه آنتالیا |
| بیجینگ کپیتال ایرلاینز     | فرودگاه بین‌المللی هانگجو ژیاشان، Qingdao |
| بلاویا                     | فرودگاه بین‌المللی مینسک |
| شام وینگز ایرلاینز         | فرودگاه بین‌المللی دمشق |
| هواپیمایی شرقی چین         | Beijing–Daxing, فرودگاه بین‌المللی شانگهای پودنگ |
| هواپیمایی جنوبی چین        | Beijing–Daxing, فرودگاه بین‌المللی بایون گوآنگ‌ژو، فرودگاه بین‌المللی شنژن بن، فرودگاه بین‌المللی اورومچی دیووپو (از سرگیری مجدد از ۳۱ مارس ۲۰۲۳) |
| هواپیمایی اتحاد            | فرودگاه بین‌المللی ابوظبی |
| Fly Arna                   | فرودگاه بین‌المللی زوارتنوتس |
| فلای وان                   | فرودگاه بین‌المللی زوارتنوتس |
| هاینان ایرلاینز            | فرودگاه بین‌المللی پکن |
| هواپیمایی ماهان            | فرودگاه بین‌المللی امام خمینی |
| نوردویند ایرلاینز          | فرودگاه آستراخان، فرودگاه بین‌المللی باختر، فرودگاه خرابوروفو، فرودگاه بین‌المللی قازان، فرودگاه اویتاش، فرودگاه مینرالنیه وودی، فرودگاه اورنبورگ تسنترالنی، فرودگاه اورسک، فرودگاه بولشویه ساوینو، فرودگاه پولکوو، فرودگاه سارانسک، فرودگاه بین‌المللی سوچی، فرودگاه بین‌المللی امام خمینی، فرودگاه بین‌المللی رسچینو، فرودگاه بسلان چارتر فصلی: فرودگاه آنتالیا، فرودگاه بین‌المللی دل کریبی سانتیاگو «مارینو» |
| عمان ایر                   | فرودگاه بین‌المللی مسقط |
| Panorama Airways           | فرودگاه بین‌المللی تاشکند |
| پوبدا (شرکت هواپیمایی)     | فرودگاه آستراخان، فرودگاه بارنائول، فرودگاه چبوکساری، فرودگاه چلیابینسک، فرودگاه بین‌المللی ایرکوتسک، فرودگاه خرابوروفو، فرودگاه بین‌المللی قازان، فرودگاه کیروف پوبدیلوف، فرودگاه یملیانو، فرودگاه مگس، فرودگاه اویتاش، فرودگاه مینرالنیه وودی، فرودگاه بین‌المللی مینسک، فرودگاه مورمانسک، فرودگاه نالچیک، فرودگاه بگیشفو، فرودگاه تولمچوا، فرودگاه تسنترالنی، فرودگاه بولشویه ساوینو، Saratov, فرودگاه بین‌المللی سوچی، فرودگاه شپاکوفسکویه، فرودگاه بوگاشف، فرودگاه بین‌المللی رسچینو (آغاز از۳ فوریه ۲۰۲۴), فرودگاه بین‌المللی اوفا، فرودگاه اولیانووسک باراتایوکا، فرودگاه بسلان، فرودگاه بین‌المللی ولگاگراد، فرودگاه کولتسوو |
| هواپیمایی قطر              | فرودگاه بین‌المللی حمد |
| Red Sea Airlines           | چارتر: فرودگاه بین‌المللی شرم‌الشیخ (موقتاً معلق شده) |
| رد وینگز ایرلاینز          | چارتر فصلی: فرودگاه آنتالیا، فرودگاه بین‌المللی غردقه، فرودگاه بین‌المللی شرم‌الشیخ |
| روسیه ایرلاینز             | فرودگاه آقتائو، فرودگاه آقتوبه، فرودگاه بین‌المللی آلماتی، فرودگاه اوگولنی، فرودگاه آنتالیا، فرودگاه تالاگی، فرودگاه بین‌المللی نورسلطان نظربایف، فرودگاه آستراخان، فرودگاه آتیرائو، فرودگاه بین‌المللی حیدر علی‌اف، فرودگاه بین‌المللی بخارا، فرودگاه چلیابینسک، فرودگاه بین‌المللی غردقه، فرودگاه استانبول، فرودگاه ایژفسک، فرودگاه خرابوروفو، فرودگاه سری‌ارکا، فرودگاه خاباروفسک ناوی، فرودگاه قوستانای، فرودگاه سوکول، فرودگاه ماگنیتوگورسک، فرودگاه مینرالنیه وودی، فرودگاه بین‌المللی مینسک، فرودگاه مورمانسک، فرودگاه استریگینو، فرودگاه پنزا، فرودگاه پولکوو، فرودگاه بین‌المللی کورومچ، فرودگاه سمرقند، فرودگاه بین‌المللی شرم‌الشیخ، فرودگاه بین‌المللی سوچی، فرودگاه سیکتیوکار، فرودگاه بین‌المللی رسچینو، فرودگاه بین‌المللی اوفا، فرودگاه اولیانووسک باراتایوکا، فرودگاه گرگانج، فرودگاه بین‌المللی ولگاگراد، فرودگاه کولتسوو، فرودگاه بین‌المللی زوارتنوتس، فرودگاه یوژنو-ساخالینسک |
| اسکات ایرلاینز             | فرودگاه بین‌المللی آلماتی، فرودگاه بین‌المللی نورسلطان نظربایف |
| Severstal Avia             | فرودگاه چرپووتس، فرودگاه بسووتس، فرودگاه اوختا فصلی: کیروفسک آپاتیتی |
| Shirak Avia                | فرودگاه بین‌المللی زوارتنوتس |
| سیچوان ایرلاینز            | Chengdu–Tianfu |
| نورداویا                   | فرودگاه تالاگی، فرودگاه آستراخان، فرودگاه خرابوروفو، فرودگاه بین‌المللی قازان، فرودگاه یملیانو، فرودگاه اویتاش، فرودگاه مینرالنیه وودی، فرودگاه مورمانسک، فرودگاه تولمچوا، فرودگاه اورنبورگ تسنترالنی، فرودگاه بین‌المللی کورومچ، فرودگاه بین‌المللی سوچی، فرودگاه بین‌المللی اوفا، فرودگاه اولان‌اوده، فرودگاه کولتسوو |
| Southwind Airlines         | چارتر فصلی: فرودگاه آنتالیا |
| تیانجین ایرلاینز           | فرودگاه بین‌المللی چنگچینگ ییانگبی |
| یامال ایرلاینز             | فرودگاه سالخارد |

### باری
| شرکت‌های هواپیمایی   | مقصدهای پروازی                                                    |
| ------------------- | ----------------------------------------------------------------- |
| ترکیش ایرلاینز      | فرودگاه استانبول                                                  |
| هواپیمایی ترکمنستان | فرودگاه عشق‌آباد                                                   |
| ولگا-نپر ایرلاینز   | فرودگاه بین‌المللی چاتراپاتی شیواجی                                |
| YTO Cargo Airlines  | فرودگاه بین‌المللی هانگجو ژیاشان، فرودگاه بین‌المللی اورومچی دیووپو |